# Aleksander Koziński
Aleksander Koziński, ukr. Козинський Олександр Леопольдович (ur. 5 marca 1950 we Lwowie) – pianista, kompozytor, pedagog.

## Życiorys

### Wczesne lata
W 1973 roku ukończył Konserwatorium Moskiewskie i studia podyplomowe w klasie prof. Władimira Aleksandrowicza Natansona (asystenci Zinaida Aleksiejewna Ignatjewa i Oleg Igoriewicz Iwanow). W 1969 roku został laureatem konkursu na najlepsze wykonanie utworów współczesnych kompozytorów w Konserwatorium Moskiewskim.

### Działalność artystyczna i dydaktyczna
Po ukończeniu studiów do 2004 roku pracował we Lwowskiej Akademii Muzycznej na stanowisku starszego wykładowcy katedry fortepianu. Jest prekursorem wykonań licznych współczesnych utworów na fortepian solo i fortepian z orkiestrą. Koncertował w Ukrainie, Rosji, Kazachstanie, Niemczech i Polsce. We współpracy z Jurijem Bonem - wykładowcą Lwowskiej Akademii Muzycznej - założył pierwszy na Ukrainie jazzowy duet fortepianowy występujący na wielu scenach.
Od 2002 roku jest nauczycielem fortepianu w podkarpackich szkołach muzycznych, wielu jego uczniów zostało przyjętych i ukończyło Akademie Muzyczne. Wśród absolwentów wymienić należy: Monikę Paluch z Leżajska oraz Ewę Pulik z Lublina.

### Pełnione funkcje
Oprócz działalności dydaktycznej pełnił funkcję Dyrektora Lwowskiego Obwodowego Związku Kompozytorów, przewodniczył Stowarzyszaniu Działaczy Sztuki Rozrywkowej i Stowarzyszeniu Działaczy Oświaty i Wychowania Muzycznego we Lwowie. Jest współzałożycielem Towarzystwa Kultury Polskiej Ziemi Lwowskiej i kierownikiem jego sekcji kulturalnej. W 1989 roku założył i prowadził 10-osobowy zespół wokalno-instrumentalny mający w repertuarze przedwojenne piosenki lwowskie z lat dwudziestych i trzydziestych XX wieku.
Pod koniec lat 90. XX w. był aranżerem i pianistą akompaniatorem w Polskim Teatrze Ludowym we Lwowie, z którym występował na festiwalach krajowych i międzynarodowych. W latach 1995 do 2007 był członkiem międzynarodowego stowarzyszenia International Double Read Society.

### Nagrody, dorobek fonograficzny, repertuar
Jest laureatem (wraz z synem Mikołajem) głównej nagrody Radia Olsztyn w Międzynarodowych Spotkaniach Rodzin Muzykujących Dobre Miasto 1995.

Dokonał licznych nagrań dla telewizji i radia oraz wielu nagrań na płytach CD z muzyką klasyczną, rozrywkową, jazzową oraz kompozycje własne. Wśród najważniejszych wymienić należy "Beatles Concerto Grosso" Petera Breinera wydane w 1998 i 2000 roku przez Rostok Records w Kijowie.
W repertuarze Aleksandra Kozińskiego znajduje się szeroki wachlarz repertuarowy od utworów klasycznych aż do muzyki współczesnej. Wśród wielu wykonań znajduje się również 30 koncertów instrumentalnych na jeden, dwa lub 3 fortepiany z orkiestrą. Wśród najważniejszych projektów instrumentalnych oraz koncertów wymienić należy: w roku 1980, 1982, 1985, 1990 – Moskiewskie Konserwatorium Państwowe im. P. Czajkowskiego – recitale fortepianowe w obecności wybitnych osobowości muzyki fortepianowej, m.in. Władimira Aleksandrowicza Natansona, Dang Thaj Sona, Gleba Akselrod'a i inn.,
W 1988 – koncert fortepianowy z orkiestrą symfoniczną w ramach festiwalu "Krymskie Gwiazdy", w 1993 – ukraińskie prawykonanie w Filharmonii Lwowskiej Sonority quasi una sonata na skrzypce, wiolonczelę i fortepian Andrzeja Nikodemowicza oraz Recital fortepianowy solo oraz w duecie z synem Mikołajem podczas Międzynarodowego Festiwalu "Muzyczne spotkania u Paderewskiego" w Kąśnej Dolnej, z synem Mikołajem wystąpił również w 1995 podczas I Ogólnopolskiego Zjazdu Kresowiaków i Lwowiaków w Częstochowie. W 1997 roku wystąpił w Państwowej Filharmonii im. Artura Malawskiego w Rzeszowie z recitalem fortepianowym oraz jako akompaniator Maji Rud - sopran koloraturowy i w tym samym roku brał udział w III Festiwalu Kultury Kresowej w Mrągowie z recitalem fortepianowym. W 2002 roku podczas XIX Przemyskiej Jesieni Muzycznej na Zamku Kazimierzowskim wraz z trio wokalno-instrumentalnym "Drzewo oliwne" prezentował własne aranżacje tradycyjnych melodii i pieśni żydowskich, także w tym samym roku koncertował na VIII Międzynarodowym Festiwalu Muzyki Kameralnej Gdańsk - recital solo oraz w duecie z Pawłem Rydlem. W 2004 wykonał Recital improwizacji "Magia Fortepianu" w Klubie Pokład Zielona Tawerna w Gdyni oraz wieczór improwizacji w Jazz Art Clubie Kawiareton w Sopocie.
Wiele z powyższych prezentacji można znaleźć na kanale Aleksander Koziński dostępnego w serwisie YouTube.
Od 2002 roku jest czynnym akompaniatorem Chóru Zespołu Państwowych Szkół Muzycznych w Jarosławiu. Aranżacje i propozycje akompaniamentów zaowocowały licznymi nagrodami na ogólnopolskich i międzynarodowych konkursach: Regionalne Prezentacje Chórów Szkół Muzycznych I i II stopnia w Łańcucie: 2012 – Złote Pasmo, 2014 – Srebrne Pasmo, 2016 – Złote Pasmo, I miejsce – 2017, 2018 i 2019 rok – Ogólnopolski Konkurs Muzyki Polskiej w Jarosławiu, I miejsce 2019 w Międzynarodowym Turnieju Chórów Kameralnych Filharmonia Podkarpacka, I miejsce – w 2022 oraz GRAND PRIX w 2023 roku w Ogólnopolskim Konkursie Kolęd i Pastorałek w Łodzi.

### Artykuły i wzmianki w prasie
Liczne artykuły i wzmianki związane z działalnością Aleksandra Kozińskiego znaleźć możemy w wielu periodykach wydanych w Polsce i na Ukrainie. Tadeusz Kaczyński – czołowy redaktor na łamach Ruchu Muzycznego w sierpniu 1990 roku pisał: ....grupa muzyków polskich działających we Lwowie stopniała do kilku osób. Najaktywniejsi z nich to: (...) i kierownik zespołu "Wesoły Lwów"- Aleksander Koziński.
Tygodnik "Tarnowskie echo" na swoich łamach w 1993 roku informuje: W porywającej interpretacji Aleksandra Kozińskiego i jego 15-letniego syna Mikołaja usłyszeliśmy parafrazy wielu znanych i łubianych melodii i piosenek lwowskich, musicali amerykańskich oraz kompozycji własnych artystów. Jednym z wielu bisów był walc Des-dur F. Chopina, (..).
"Gazeta Lwowska" w 1991 roku wspomina: Stwierdzić należy, iż Aleksander Koziński jako muzyk i wychowawca młodego pokolenia muzycznego Lwowa, zasługuje na miano kontynuatora dobrych, pięknych, niezwykle bogatych tradycji dawnych muzyków Lwowa.
Litewska prasa na łamach "Magazynu Wileńskiego" w 1990 roku w felietonie Bożeny Barskiej informuje o zespole "Wesoły Lwów": Kabaret stworzył i na barkach swych dzielnie dźwiga zawodowy muzyk Aleksander Koziński (...) jest duszą kabaretu i bardzo nieśmiałym, skromnym człowiekiem (...)
O szczególnych predyspozycjach wykonawczych i interpretacyjnych wspominali także profesorowie Konserwatorium Moskiewskiego: prof. W. A. Natanson i prof. M. A. Smirnow:
... posiada wybitne dane pianistyczne i zdolności artystyczne. W swoich koncertach sprawozdawczych w Konserwatorium Moskiewskim wykazał znakomite wyczucie stylu i głęboką przenikliwość muzycznej treści utworów. Pianista jest wspaniałym interpretatorem utworów muzyki rosyjskiej i ukraińskiej. Uważamy, że należy szerzej korzystać z rezerwy potencjału pedagogicznego A. Kozińskiego i jego zdolności jako koncertującego wykonawcy.

### Odznaczenia
W 2003 roku został uhonorowany przez Ministra Kultury i Dziedzictwa Narodowego odznaką "Zasłużony dla Kultury Polskiej".